# Voetbal Magazine (BCM)
Voetbal Magazine was een Nederlands tijdschrift over voetbal, begonnen in 1986. Het werd uitgegeven door BCM Publishing B.V. uit Eindhoven. Het blad had een oplage van meer dan 62.000. Maandelijks stonden er columns in van Chris Willemsen, Youri Mulder en Jan van Halst. Ook had Raoul Heertje er een vaste rubriek met spits Pierre van Hooijdonk.

## Oplage
| Jaar | Betaalde gerichte oplage | Totaal verspreide oplage |       |
| ---- | ------------------------ | ------------------------ | ----- |
| 2004 | 34.520                   | 55.258                   | [ 1 ] |
| 2006 | 35.540                   | 36.605                   | [ 2 ] |
| 2007 | 29.339                   | 32.684                   | [ 3 ] |